# 韓君婷
韓君婷（1975年9月28日—），生於香港，英國裔及華裔混血兒，成長於新加坡，女，香港藝人、演員、主持人。在亞洲電視出道，曾為亞洲電視及無綫電視女藝員。

## 演藝生涯
韓君婷是香港人，英國裔及華裔混血兒，於新加坡長大，1992年畢業於新加坡尚育中学 Changkat Changi Secondary School。其後於南洋理工大學修讀本科，1996年畢業。她在年青時曾經在《Yes!》雜誌的「城市驚喜」環節中亮相，之後參加1997年亞洲小姐奪得亞軍，但原冠軍得主朱燕珍隱瞞婚姻狀況被褫奪后冠，事故後韓被躍升為冠軍。
韓君婷於2001年轉投無綫電視，2006年在香港無綫電視拍畢的電視劇《窈窕熟女》後，隨即再次轉投亞洲電視，但自亞視於2008年起已停止電視劇拍攝工作後，韓君婷只能擔任一部份綜藝節目的主持人，但由於收視一直偏低，使韓君婷的知名度大不如前，逐漸少於電視中亮相。2010年末，韓君婷暫時退出香港的娛樂圈之後移居新加坡，幫助兄長打理生意，從事白領工作。2014年，她於浴室滑倒撞歪鼻骨，隨後正式回流香港後重新投入娛樂圈迄今。
2021年，韓君婷應友人藝人梁思浩邀請於梁創立之YouTube頻道大家真瘋Show主持節目大家「真」瘋騷。

## 個人生活
在她下圍最肥胖之時，曾被香港傳媒冠上「蘿霸」、「巨躉」之類的外號。之後，她答應纖體公司成為代言人，並曾經瘦身至只有80多磅。之後在感情問題打擊之下，她患上厭食症。現時已康復，並與袁彌明的前任男友林清泰相戀。

## 演出作品

### 電視劇（無綫電視）
| 年份           | 劇名            | 角色                                   |
| 2001年至2002年 | 《皆大歡喜》    | 波斯王妃                               |
| 2003年         | 《美麗在望》    | 柯美達                                 |
| 2003年         | 《智勇新警界》  | 羅安安                                 |
| 2003年         | 《西關大少》    | 羅碧琪（周天賜、朱謙及丁守義之舊同學） |
| 2004年         | 《棟篤神探》    | 索瑪莉                                 |
| 2005年         | 《甜孫爺爺》    | Akubi                                  |
| 2005年         | 《奇幻潮》      | 韓君婷                                 |
| 2005年         | 《妙手仁心III》 | Martha                                 |
| 2005年         | 《窈窕熟女》    | 朱珠 (Yvonne)                          |

### 電視劇（亞洲電視）
| 年份   | 劇名                               | 角色   |
| 1999年 | 《肥貓正傳II》                     | 杜心泉 |
| 2000年 | 《我和殭屍有個約會II》             | 詩雅   |
| 2000年 | 《曲終情未了》                     | GINA   |
| 2000年 | 《世纪之战》（又名《大時代2000》） | 郑妙妙 |
| 2000年 | 《與狼共枕》                       | 周雪玲 |

### 電影
| 年份   | 電影名稱       | 角色       |
| 2001年 | 愛君如夢       | 酒店女侍應 |
| 2002年 | 當男人變成女人 | 酒吧顧客   |
| 2003年 | 百年好合       | 飛虎未婚妻 |
| 2003年 | 某年某月某日   | Boni秘書   |
| 2003年 | 下一站...天后  | Icy        |
| 2003年 | 大丈夫         | 飛機乘客   |
| 2003年 | 廟街公主       | Fian       |
| 2004年 | 精裝追女仔2004 | Angel      |
| 2004年 | 男上女下       | 色情片導演 |
| 2008年 | 十分鍾情       | 待查       |
| 2009年 | 遊龍戲鳳       | 待查       |
| 2011年 | 出軌的女人     | 金太       |
| 2024年 | 把幸福拉近一點 | 小菲媽媽   |

### 綜藝節目（無綫電視）
| 年份      | 節目名稱                               | 備註                     |
| 1999-2000 | 跨世紀錄香港同心齊共創－龍騰盛世耀千禧 | 司儀，聯同香港電台車淑梅 |
| 2002年    | 大學群英越野狂奔                       | 主持                     |
| 2006年    | 請君入席                               | 主持                     |
| 2015年    | 今日VIP                                | 嘉賓                     |
| 2018年    | 歡樂滿東華                             | 演出                     |

### 綜藝節目（亞洲電視）
| 年份          | 節目名稱       | 備註 |
| 2008年        | 選美風雲五十年 |      |
| 2008年-2009年 | 生活著數台     |      |
| 2010年        | 財神到         |      |

## 獎項
| 年份   | 頒獎典禮           | 獎項           | 結果 |
| 1997年 | 亞洲小姐競選       | 冠軍           | 獲獎 |
| 2003年 | 萬千星輝賀台慶2003 | 飛躍進步女藝員 | 提名 |
| 2004年 | 萬千星輝賀台慶2004 | 飛躍進步女藝員 | 提名 |
| 2005年 | 萬千星輝賀台慶2005 | 最佳女主角     | 提名 |

## 外部連結
- Belinda Hamnett 韓君婷的Facebook專頁
- 韓君婷的Instagram帳戶
- 韓君婷在互联网电影资料库（IMDb）上的資料（英文）
- 韓君婷在香港影庫上的簡介

| 前任： 陳煒 | 亞洲小姐競選冠軍 1997年 | 繼任： 羅麗莎 |